# Gesine Cukrowski
Gesine Cukrowski (Berlino Ovest, 23 ottobre 1968) è un'attrice tedesca.

## Filmografia parziale

### Cinema
- Paura.com (Feardotcom), regia di William Malone (2002)
- Nemesis, regia di Nicole Mosleh (2010)
- Freaks - Una di noi (Freaks - Du bist eine von uns), regia di Felix Binder (2020)

### Televisione
- Und tschüss! - serie TV, 13 episodi (1995)
- Praxis Bülowbogen - serie TV, 46 episodi (1989-1995)
- L'uomo che piaceva alle donne - Bel Ami - film TV (2001)
- La vendetta di Julia (Lieben und Töten) - film TV (2006)
- Der letzte Zeuge - serie TV, 71 episodi (1998-2007)
- Vaticangate - Attentato al Papa (Das Papstattentat) - film TV (2008)
- Factor 8: Pericolo ad alta quota (Faktor 8 - Der Tag ist gekommen) - film TV (2009)
- I musicanti di Brema (Die Bremer Stadtmusikanten) - film TV (2009)
- Insegnami a volare (Fliegen lernen) - film TV (2012)
- Un'estate in Portogallo (Ein Sommer in Portugal) - film TV (2013)
- Squadra Speciale Cobra 11 (Alarm für Cobra 11 - Die Autobahnpolizei) - serie TV, 2 episodi (2007, 2017)
- Ultima traccia Berlino (Letzte Spur Berlin) - serie TV, 13 episodi (2015-2022)
- Hotel Mondial - serie TV, 24 episodi (2023)